# Sergio Tremour
Sergio Tremour (Dordrecht, 31 augustus 2001) is een Nederlands voetballer die als aanvaller voor FC Dordrecht speelt.

## Carrière
Sergio Tremour speelde in de jeugd van Sparta Rotterdam, maar raakte door een zware hamstringblessure clubloos en dacht aan stoppen. Na een jaar sloot hij echter aan bij de onder-21-selectie van FC Dordrecht. Hij debuteerde in het eerste elftal van Dordrecht op 4 februari 2022, in de met 2-2 gelijkgespeelde thuiswedstrijd tegen Almere City FC. Hij kwam in de 77e minuut in het veld voor Jari Schuurman en gaf in de 85e minuut de assist op de 2-2 van Kevin Vermeulen. In de met 1-2 gewonnen uitwedstrijd tegen NAC Breda op 22 april 2022 scoorde hij als invaller in de 90+2e minuut de winnende treffer.

### Statistieken
| Seizoen                   | Club           | Land           | Competitie     | Competitie | Competitie | Beker | Beker | Totaal | Totaal |
| Seizoen                   | Club           | Land           | Competitie     | Wed.       | Dlp.       | Wed.  | Dlp.  | Wed.   | Dlp.   |
| ------------------------- | -------------- | -------------- | -------------- | ---------- | ---------- | ----- | ----- | ------ | ------ |
| 2021/22                   | FC Dordrecht   | Nederland      | Eerste divisie | 5          | 1          | 0     | 0     | 5      | 1      |
| Carrièretotaal            | Carrièretotaal | Carrièretotaal | Carrièretotaal | 5          | 1          | 0     | 0     | 5      | 1      |
| Bijgewerkt op 28 mei 2022 |                |                |                |            |            |       |       |        |        |